# 3 Centauri
3 Centauri (k Centauri) é um sistema estelar triplo na constelação de Centaurus. Com uma magnitude aparente visual combinada de 4,28, é visível a olho nu em locais sem poluição luminosa excessiva. Medições de paralaxe indicam que está localizado a uma distância de aproximadamente 320 anos-luz (98 parsecs) da Terra.
O componente primário do sistema, 3 Centauri A, tem uma magnitude aparente visual de 4,53 e é classificado como uma gigante de classe B com um tipo espectral de B5III. Tem uma massa de 5 vezes a massa solar, um raio de 3,3 vezes o raio solar e está brilhando com 700 vezes a luminosidade solar. É uma estrela peculiar pobre em hélio, com sua atmosfera apresentando apenas 28% do conteúdo de hélio do Sol. Além disso, a maior parte do hélio na sua fotosfera é da forma He-3, com uma abundância de He-3 2,5 vezes maior que a abundância de He-4 (no Sol, o He-4 é 7000 vezes mais abundante). A estrela também apresenta quantidades fotosféricas extremamente altas (mais de mil vezes o valor solar) de gálio, criptônio e mercúrio. Acredita-se que essas peculiaridades espectrais sejam causadas por difusão dos elementos na fotosfera devido a uma rotação muito lenta, medida em 25 km/s.
O componente secundário do sistema, 3 Centauri B, tem uma magnitude aparente de 6,01 e é uma estrela de classe B da sequência principal com um tipo espectral de B8V. É por sua vez uma binária espectroscópica de linha única, possuindo uma estrela companheira em uma órbita com período de 17,43 dias e excentricidade de 0,21. A separação entre as duas estrelas é estimada em 2,485 milissegundos de arco.
Os componentes A e B estão separados por 7,851 segundos de arco na esfera celeste. À distância do sistema, isso equivale a uma separação mínima de 800 UA entre as estrelas e um período orbital de mais de 8 200 anos. O sistema é membro do subgrupo Centaurus Superior-Lupus da associação Scorpius–Centaurus, a associação OB mais próxima do Sol.